# Westcliffe
Westcliffe es un pueblo ubicado en el condado de Custer en el estado estadounidense de Colorado. En el año 2000 tenía una población de 417 habitantes y una densidad poblacional de 143,8 personas por km².

## Geografía
Westcliffe se encuentra ubicado en las coordenadas 38°7′58″N 105°27′57″O / 38.13278, -105.46583.

## Demografía
Según la Oficina del Censo en 2000 los ingresos medios por hogar en la localidad eran de $23 125, y los ingresos medios por familia eran $36 250. Los hombres tenían unos ingresos medios de $28 542 frente a los $18 750 para las mujeres. La renta per cápita para la localidad era de $14 047. Alrededor del 20,4% de la población estaba por debajo del umbral de pobreza.